# 71 (szám)
A 71 (hetvenegy) a 70 és 72 között található természetes szám.

## A szám a matematikában
A tízes számrendszerbeli 71-es a kettes számrendszerben 1000111 , a nyolcas számrendszerben 107, a tizenhatos számrendszerben 47 alakban írható fel.
A 71 páratlan szám, prímszám, kanonikus alakja 711, normálalakban a 7,1 · 101 szorzattal írható fel. Két osztója van a természetes számok halmazán, ezek növekvő sorrendben: 1 és 71.
Középpontos hétszögszám.
Eisenstein-prím. Jó prím. Mírp. Pillai-prím. Chen-prím.
A legnagyobb szuperszinguláris prím.
A legnagyobb szám, ami előfordul egy sporadikus egyszerű csoport prímtényezőjeként.
A 71 öt szám valódiosztóösszeg-függvényeként áll elő, ezek a 201, 649, 901, 1081 és az 1189.

## A tudományban
- A periódusos rendszer 71. eleme a lutécium.